# Protaetia hainanensis
Protaetia hainanensis är en skalbaggsart som beskrevs av Devecis 2004. Protaetia hainanensis ingår i släktet Protaetia och familjen Cetoniidae. Inga underarter finns listade i Catalogue of Life.